# Дружки
Дружки (удм. Ӟуння починка) — деревня в Алнашском районе Удмуртии. Входит в Байтеряковское сельское поселение. Находится в 17 км к югу от села Алнаши и в 101 км к юго-западу от Ижевска.

## Количество жителей

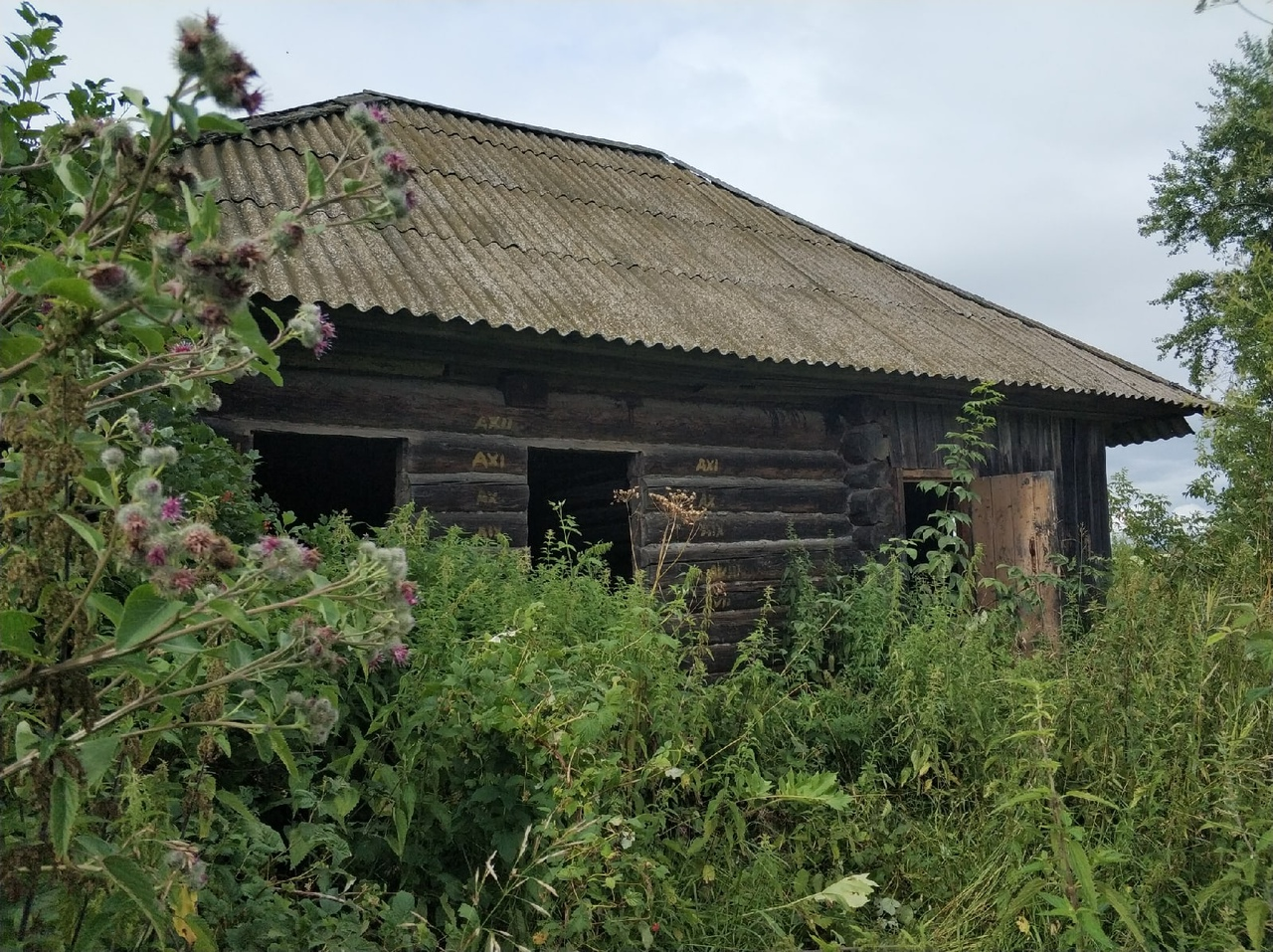
Здание бывшего клуба в д. Дружки

По данным «списка населенных мест Елабужского уезда за 1905 год (ЦГАКО ф. 574 оп. 2 ед. хр. 617/3)» в 1905 году в починке Дружки Елабужского уезда Кураковской волости было 8 дворов, в которых проживало 30 женщин и 30 мужчин. В 1924 году в 12 дворах жили 69 удмуртов, отведенной земли было 114, 50 га, в том числе пашни 90,35 га, сенокоса 3,49 га. В 1959 году здесь был 21 двор, где проживало 43 мужчины и 64 женщины. В 1979 году в 13 дворах осталось 16 мужчин и 28 женщин. С 1939 по 1955 Дружки назывался деревней. В До 2004 года деревня Дружки имела статус выселка. В 2002 году здесь был один двор, в котором проживало 2 человека. Постоянного население на 1 января 2008 года не было. По информации всероссийской переписи населения 2010 года в деревне так же отсутствуют жители. По данным реестра зарегистрированных в АГКГН географических названий объектов на 27.02.2020 Удмуртской Республики название и статус деревни сохранены. По состоянию на 1 августа 2020 года в деревне нет жителей. Сохранилось 3 постройки жилых домов и 1 постройка, в которой располагался клуб.

## История основания
Деревня основана выходцами деревни Старая Юмья в 1902—1905 годах. Семен Васильевич Завольских 1852 г.р.с другом из рода Михеевых уехал осваивать новые земли за речку Тойму. У Михеевых здесь было поле, которое не облагалось налогом. В связи с этим деревне и дали название «Дружки», по-удмуртски «ӟуння починка», так как отделились от деревни Юмья (ӟуння). Семен взял фамилию деда — стал Васильевым, друг его остался Заволжским, фамилия исказилась. Оба друга были русскими, так как в 18 веке у удмуртов ещё не было фамилий. Здесь они «обудмуртились». Далее появились Пчельниковы, Игнатьевы,Скворцовы, и др. А затем сюда переехали знакомые.

## Деревня в годы расцвета
На 28 июля 1924 года починок Дружки входил в состав Асановского сельсовета Алнашской волости, в следующем 1925 году починок передан в Байтеряковский сельсовет. В 1929 году упраздняется уездно-волостное административное деление и починок Дружки причислен к Алнашскому району. В том же году в СССР начинается сплошная коллективизация, в процессе которой в деревне образована сельхозартель (колхоз) «Дружок».Первым председателем был избран Дмитрий Тимофеевич Пчельников.
В 1950 году проводится укрупнение сельхозартелей, колхоз «Дружок» упразднён, несколько соседних колхозов объединены в один колхоз «имени Калинина». В 1963 году Байтеряковский сельсовет упразднён и деревня причислена к Кучеряновскому сельсовету, а в 1964 году Кучеряновский сельсовет переименован в Байтеряковский сельсовет.
Постановлением Госсовета УР от 26 октября 2004 года выселок Дружки Байтеряковского сельсовета был преобразован в деревню Дружки. 16 ноября 2004 года Байтеряковский сельсовет был преобразован в муниципальное образование «Байтеряковское» и наделён статусом сельского поселения.

## Исчезновение деревни
С включением колхоза «Дружок» в состав укрупнённого колхоз им. Калинина в деревне стало убывать население. Отсутствовали рабочие места, не было школы, медпункта. Большинство семей с детьми уехали потому что в других деревнях были школы. Другие же из-за неперспективности населённого пункта. По словам старожилов, последние оставшиеся жители сильно конфликтовали между собой, что в свою очередь не оставило шансов на возрождение деревни.